# FNN東海テレニュース
『FNN 東海テレニュース』（エフエヌエヌ とうかいテレニュース）は、東海テレビで放送されている中日新聞制作協力で、フジテレビ『FNNニュース』の中京広域圏ローカルニュース番組である。

## 放送時間
現在
- 毎日 20:54 - 21:00[注 1]
  - ローカルニュース枠。2018年3月31日までは『THE NEWSα Pick』のタイトルを差し替えていた。
  - ※20:57 - 21:00は、プロ野球シーズン中には『ドラゴンズTODAY』を、シーズンオフには天気予報を放送。
  - 過去、『FNNニュース』時代には、この枠の番組名を『東海フラッシュニュース』としていた。
- 日曜日 6:00 - 6:15[注 2]
  - 『FNNニュース』のタイトルを差し替え。

過去
- 土曜日深夜（日曜日未明） 0:05 - 0:15[注 3]
  - 『ニュース&すぽると!』[注 4]内FNNニュースのタイトルを差し替え
- 土曜日・日曜日 7:15 - 7:25（1989年4月以降6:30 - 6:40などに変更）、土曜日 11:45 - 12:00（1992年3月まで）、日曜日 11:50 - 12:00、23:45 - 23:55
  - 朝・昼枠は『産経テレニュースFNN』、深夜枠は『FNNニュース』のタイトルを差し替え。

備考
- 年末年始の『FNNニュース』においても『東海テレニュース』にタイトルを差し替えて放送している。これは関西テレビも同様である。
- 例外として2021年7月24日の未明（7月23日深夜）と昼は、番組タイトルを差し替えず『FNNニュース』として放送された[1][2]。
- かつてニュース速報は「東海テレニュース速報」と本番組に近い名称で放送していた。
- 土曜深夜は一時期差し替えをせず、「FNNニュース」として放送していた時期があった。